# Психаротерапия (сериал)
„Психаротерапия“ (на английски: Anger Management) е американски ситком, създаден от Брус Хелфорд, чиято премиера е по Еф Екс на 28 юни 2012 г. Сериалът е частично базиран на едноименния филм от 2003 г., а главната роля се изпълнява от Чарли Шийн.
Пилотният епизод е гледан от 5,74 милиона зрители, с което счупва рекорда за най-гледана премиера на ситком по американската кабелна телевизия.
На 7 ноември 2014 г. Еф Екс обявява, че сериалът ще приключи със стотния си епизод, който е излъчен на 22 декември 2014 г.

## „Психаротерапия“ в България
В България сериалът започва излъчване на 26 юни 2015 г. по Fox от понеделник до петък от 23:30 Втори сезон е разделен на четири части, обосновани като „сезони“. Първата му част (втори сезон с 22 епизода) започва на 10 юли със същото разписание. Втората му част (трети сезон с 22 епизода) започва на 5 август от понеделник до петък от 23:00 по два епизода. Третата му част (четвърти сезон с 24 епизода) започва на 11 април 2016 г. от понеделник до петък от 20:00 по два епизода.  Четвъртата му и последна част (пети сезон с 22 епизода) започва на 27 април от понеделник до петък от 20:00 по два епизода. Дублажът е е на Доли Медия Студио. Ролите се озвучават от артистите Ева Демирева, Росица Александрова, Христо Бонин, Камен Асенов и Любомир Младенов.